# MC Conrad
MC Conrad, de son vrai nom Conrad Thompson (né le avril 1972 à Northampton, en Angleterre et décédé le 30 avril 2024), est un producteur et MC britannique de musique électronique.

## Biographie
Conrad Thompson est né à Northampton, en Angleterre. Il est influencé par la collection de disques de son père, qui contient du ska, du rocksteady, du blue beat et du reggae. Il se fait d'abord remarquer sur la scène locale de breakdance dans les années 1980.
Sa carrière, qui s'étend sur plus de trois décennies, est marquée par un style distinctif qui mélange des éléments de jazz, hip-hop et soul avec la drum and bass, l'établissant comme une figure notable dans le développement et la popularisation du genre,.
En 2010, Thompson s'installe à Birmingham, où il fait partie intégrante de la communauté. Il parle avec chaleur de l'esprit et de la diversité de Birmingham. Plus tard dans sa vie, il renoue avec son père, une figure notable de la communauté caribéenne de la ville.
En l'honneur de l'héritage durable de Thompson et de son engagement à nourrir les jeunes talents, la Fondation MC Conrad a été créée en juin 2024. La fondation vise à soutenir les jeunes artistes et les artistes émergents dans le paysage difficile de l'industrie musicale.
La Fondation MC Conrad est lancée par Esther, la nièce de Thompson, et son amie Lisa, par le biais d'une campagne GoFundMe, dans le but de doter les jeunes musiciens de connaissances et de compétences essentielles. La fondation se concentre sur l'enseignement des droits de propriété intellectuelle, l'enregistrement PRS et les bases de la création d'un artiste indépendant, des domaines qui passionnaient Thompson de son vivant. La mission de la fondation est de fournir un système de soutien solide aux artistes jeunes et marginalisés qui s'efforcent de se faire une place dans une industrie compétitive. Elle est dirigée par une équipe spécialisée qui se consacre à la réalisation des rêves et des aspirations de Thompson pour la prochaine génération d'artistes. 

## Discographie

### Albums studio
- Progression Sessions Vol 4–6
- Vocalist 01

### Albums live
- Progression Sessions: Live
- Progression Sessions: UK Live 2003